# Vécsey László
Vécsey László (Gödöllő, 1958. szeptember 1. – ) magyar építőmérnök, politikus; 2010. május 14. óta a Fidesz – Magyar Polgári Szövetség országgyűlési képviselője. A Vécsey család tagja.

## Családja
Édesapja Vécsey József (1933), édesanyja Bartl Erzsébet (1937). Testvére Vécsey Erzsébet (1965).
Első házassága Kovács Ágnes (1961), akivel 1984. július 7-én kötött házasságot, 1998-ban elváltak. Két gyermekük van, Vécsey Nóra (1986) és Vécsey Kristóf (1988). Felesége Hlinka Csilla, akivel 2005. szeptember 3-án házasságot kötöttek. Két gyermekük született, Vécsey Zsófia (2006) és Vécsey Liliána (2009)

### Családfa
|  |  |  |  | Vécsey István Mária (Budapest, 1901. január 6. – Kassa, 1986. május 9.) | Vécsey István Mária (Budapest, 1901. január 6. – Kassa, 1986. május 9.) | Vécsey István Mária (Budapest, 1901. január 6. – Kassa, 1986. május 9.) | Vécsey István Mária (Budapest, 1901. január 6. – Kassa, 1986. május 9.) | Vécsey István Mária (Budapest, 1901. január 6. – Kassa, 1986. május 9.) | Vécsey István Mária (Budapest, 1901. január 6. – Kassa, 1986. május 9.) |                                                  |                                                  |                                                  |                                                  |                                                  |                                                  | Wersebe Mária Henriette (Bécsújhely, 1908. július 20. – Kassa, 1991. április 29.) | Wersebe Mária Henriette (Bécsújhely, 1908. július 20. – Kassa, 1991. április 29.) | Wersebe Mária Henriette (Bécsújhely, 1908. július 20. – Kassa, 1991. április 29.) | Wersebe Mária Henriette (Bécsújhely, 1908. július 20. – Kassa, 1991. április 29.) | Wersebe Mária Henriette (Bécsújhely, 1908. július 20. – Kassa, 1991. április 29.) | Wersebe Mária Henriette (Bécsújhely, 1908. július 20. – Kassa, 1991. április 29.) |                                                  |                                                  | ? | ? | ? | ? | ? | ? |                                               |                                               |                                               |                                               |                                               |                                               | ? | ? | ? | ? | ? | ? |  |  |
|  |  |  |  | Vécsey István Mária (Budapest, 1901. január 6. – Kassa, 1986. május 9.) | Vécsey István Mária (Budapest, 1901. január 6. – Kassa, 1986. május 9.) | Vécsey István Mária (Budapest, 1901. január 6. – Kassa, 1986. május 9.) | Vécsey István Mária (Budapest, 1901. január 6. – Kassa, 1986. május 9.) | Vécsey István Mária (Budapest, 1901. január 6. – Kassa, 1986. május 9.) | Vécsey István Mária (Budapest, 1901. január 6. – Kassa, 1986. május 9.) |                                                  |                                                  |                                                  |                                                  |                                                  |                                                  | Wersebe Mária Henriette (Bécsújhely, 1908. július 20. – Kassa, 1991. április 29.) | Wersebe Mária Henriette (Bécsújhely, 1908. július 20. – Kassa, 1991. április 29.) | Wersebe Mária Henriette (Bécsújhely, 1908. július 20. – Kassa, 1991. április 29.) | Wersebe Mária Henriette (Bécsújhely, 1908. július 20. – Kassa, 1991. április 29.) | Wersebe Mária Henriette (Bécsújhely, 1908. július 20. – Kassa, 1991. április 29.) | Wersebe Mária Henriette (Bécsújhely, 1908. július 20. – Kassa, 1991. április 29.) |                                                  |                                                  | ? | ? | ? | ? | ? | ? |                                               |                                               |                                               |                                               |                                               |                                               | ? | ? | ? | ? | ? | ? |  |  |
|  |  |  |  |                                                                         |                                                                         |                                                                         |                                                                         |                                                                         |                                                                         |                                                  |                                                  |                                                  |                                                  |                                                  |                                                  |                                                                                   |                                                                                   |                                                                                   |                                                                                   |                                                                                   |                                                                                   |                                                  |                                                  |   |   |   |   |   |   |                                               |                                               |                                               |                                               |                                               |                                               |   |   |   |   |   |   |  |  |
|  |  |  |  |                                                                         |                                                                         |                                                                         |                                                                         |                                                                         |                                                                         | Vécsey József Ferenc (Szada, 1933. október 4. –) | Vécsey József Ferenc (Szada, 1933. október 4. –) | Vécsey József Ferenc (Szada, 1933. október 4. –) | Vécsey József Ferenc (Szada, 1933. október 4. –) | Vécsey József Ferenc (Szada, 1933. október 4. –) | Vécsey József Ferenc (Szada, 1933. október 4. –) |                                                                                   |                                                                                   |                                                                                   |                                                                                   |                                                                                   |                                                                                   |                                                  |                                                  |   |   |   |   |   |   | Bartl Erzsébet (Szada, 1939. augusztus 29. –) | Bartl Erzsébet (Szada, 1939. augusztus 29. –) | Bartl Erzsébet (Szada, 1939. augusztus 29. –) | Bartl Erzsébet (Szada, 1939. augusztus 29. –) | Bartl Erzsébet (Szada, 1939. augusztus 29. –) | Bartl Erzsébet (Szada, 1939. augusztus 29. –) |   |   |   |   |   |   |  |  |
|  |  |  |  |                                                                         |                                                                         |                                                                         |                                                                         |                                                                         |                                                                         | Vécsey József Ferenc (Szada, 1933. október 4. –) | Vécsey József Ferenc (Szada, 1933. október 4. –) | Vécsey József Ferenc (Szada, 1933. október 4. –) | Vécsey József Ferenc (Szada, 1933. október 4. –) | Vécsey József Ferenc (Szada, 1933. október 4. –) | Vécsey József Ferenc (Szada, 1933. október 4. –) |                                                                                   |                                                                                   |                                                                                   |                                                                                   |                                                                                   |                                                                                   |                                                  |                                                  |   |   |   |   |   |   | Bartl Erzsébet (Szada, 1939. augusztus 29. –) | Bartl Erzsébet (Szada, 1939. augusztus 29. –) | Bartl Erzsébet (Szada, 1939. augusztus 29. –) | Bartl Erzsébet (Szada, 1939. augusztus 29. –) | Bartl Erzsébet (Szada, 1939. augusztus 29. –) | Bartl Erzsébet (Szada, 1939. augusztus 29. –) |   |   |   |   |   |   |  |  |
|  |  |  |  |                                                                         |                                                                         |                                                                         |                                                                         |                                                                         |                                                                         |                                                  |                                                  |                                                  |                                                  |                                                  |                                                  |                                                                                   |                                                                                   |                                                                                   |                                                                                   |                                                                                   |                                                                                   |                                                  |                                                  |   |   |   |   |   |   |                                               |                                               |                                               |                                               |                                               |                                               |   |   |   |   |   |   |  |  |
|  |  |  |  |                                                                         |                                                                         |                                                                         |                                                                         |                                                                         |                                                                         |                                                  |                                                  |                                                  |                                                  |                                                  |                                                  |                                                                                   |                                                                                   |                                                                                   |                                                                                   |                                                                                   |                                                                                   |                                                  |                                                  |   |   |   |   |   |   |                                               |                                               |                                               |                                               |                                               |                                               |   |   |   |   |   |   |  |  |
|  |  |  |  | Kovács Ágnes (Budapest, 1961. október 6. –)                             | Kovács Ágnes (Budapest, 1961. október 6. –)                             | Kovács Ágnes (Budapest, 1961. október 6. –)                             | Kovács Ágnes (Budapest, 1961. október 6. –)                             | Kovács Ágnes (Budapest, 1961. október 6. –)                             | Kovács Ágnes (Budapest, 1961. október 6. –)                             |                                                  |                                                  |                                                  |                                                  |                                                  |                                                  |                                                                                   |                                                                                   | Vécsey László (Gödöllő, 1958. szeptember 1. –)                                    | Vécsey László (Gödöllő, 1958. szeptember 1. –)                                    | Vécsey László (Gödöllő, 1958. szeptember 1. –)                                    | Vécsey László (Gödöllő, 1958. szeptember 1. –)                                    | Vécsey László (Gödöllő, 1958. szeptember 1. –)   | Vécsey László (Gödöllő, 1958. szeptember 1. –)   |   |   |   |   |   |   | Vécsey Erzsébet (Gödöllő, 1965. május 5. –)   | Vécsey Erzsébet (Gödöllő, 1965. május 5. –)   | Vécsey Erzsébet (Gödöllő, 1965. május 5. –)   | Vécsey Erzsébet (Gödöllő, 1965. május 5. –)   | Vécsey Erzsébet (Gödöllő, 1965. május 5. –)   | Vécsey Erzsébet (Gödöllő, 1965. május 5. –)   |   |   |   |   |   |   |  |  |
|  |  |  |  | Kovács Ágnes (Budapest, 1961. október 6. –)                             | Kovács Ágnes (Budapest, 1961. október 6. –)                             | Kovács Ágnes (Budapest, 1961. október 6. –)                             | Kovács Ágnes (Budapest, 1961. október 6. –)                             | Kovács Ágnes (Budapest, 1961. október 6. –)                             | Kovács Ágnes (Budapest, 1961. október 6. –)                             |                                                  |                                                  |                                                  |                                                  |                                                  |                                                  |                                                                                   |                                                                                   | Vécsey László (Gödöllő, 1958. szeptember 1. –)                                    | Vécsey László (Gödöllő, 1958. szeptember 1. –)                                    | Vécsey László (Gödöllő, 1958. szeptember 1. –)                                    | Vécsey László (Gödöllő, 1958. szeptember 1. –)                                    | Vécsey László (Gödöllő, 1958. szeptember 1. –)   | Vécsey László (Gödöllő, 1958. szeptember 1. –)   |   |   |   |   |   |   | Vécsey Erzsébet (Gödöllő, 1965. május 5. –)   | Vécsey Erzsébet (Gödöllő, 1965. május 5. –)   | Vécsey Erzsébet (Gödöllő, 1965. május 5. –)   | Vécsey Erzsébet (Gödöllő, 1965. május 5. –)   | Vécsey Erzsébet (Gödöllő, 1965. május 5. –)   | Vécsey Erzsébet (Gödöllő, 1965. május 5. –)   |   |   |   |   |   |   |  |  |
|  |  |  |  |                                                                         |                                                                         |                                                                         |                                                                         |                                                                         |                                                                         |                                                  |                                                  |                                                  |                                                  |                                                  |                                                  |                                                                                   |                                                                                   |                                                                                   |                                                                                   |                                                                                   |                                                                                   |                                                  |                                                  |   |   |   |   |   |   |                                               |                                               |                                               |                                               |                                               |                                               |   |   |   |   |   |   |  |  |
|  |  |  |  |                                                                         |                                                                         | Vécsey Nóra (Budapest, 1986. szeptember 29. –)                          | Vécsey Nóra (Budapest, 1986. szeptember 29. –)                          | Vécsey Nóra (Budapest, 1986. szeptember 29. –)                          | Vécsey Nóra (Budapest, 1986. szeptember 29. –)                          | Vécsey Nóra (Budapest, 1986. szeptember 29. –)   | Vécsey Nóra (Budapest, 1986. szeptember 29. –)   |                                                  |                                                  |                                                  |                                                  |                                                                                   |                                                                                   | Vécsey Kristóf (Budapest, 1988. szeptember 6. –)                                  | Vécsey Kristóf (Budapest, 1988. szeptember 6. –)                                  | Vécsey Kristóf (Budapest, 1988. szeptember 6. –)                                  | Vécsey Kristóf (Budapest, 1988. szeptember 6. –)                                  | Vécsey Kristóf (Budapest, 1988. szeptember 6. –) | Vécsey Kristóf (Budapest, 1988. szeptember 6. –) |   |   |   |   |   |   |                                               |                                               |                                               |                                               |                                               |                                               |   |   |   |   |   |   |  |  |
|  |  |  |  |                                                                         |                                                                         | Vécsey Nóra (Budapest, 1986. szeptember 29. –)                          | Vécsey Nóra (Budapest, 1986. szeptember 29. –)                          | Vécsey Nóra (Budapest, 1986. szeptember 29. –)                          | Vécsey Nóra (Budapest, 1986. szeptember 29. –)                          | Vécsey Nóra (Budapest, 1986. szeptember 29. –)   | Vécsey Nóra (Budapest, 1986. szeptember 29. –)   |                                                  |                                                  |                                                  |                                                  |                                                                                   |                                                                                   | Vécsey Kristóf (Budapest, 1988. szeptember 6. –)                                  | Vécsey Kristóf (Budapest, 1988. szeptember 6. –)                                  | Vécsey Kristóf (Budapest, 1988. szeptember 6. –)                                  | Vécsey Kristóf (Budapest, 1988. szeptember 6. –)                                  | Vécsey Kristóf (Budapest, 1988. szeptember 6. –) | Vécsey Kristóf (Budapest, 1988. szeptember 6. –) |   |   |   |   |   |   |                                               |                                               |                                               |                                               |                                               |                                               |   |   |   |   |   |   |  |  |

## Életrajz

### Tanulmányai
Általános iskolai tanulmányait a gödöllői Petőfi Sándor Általános Iskolában fejezte be 1972-ben. A kőbányai Szent László Gimnáziumban maturált matematika tagozaton. 1976 és 1977 között sorkatonai szolgálatot teljesített Szegeden. 1977 és 1982 között a Moszkvai Autóközlekedési és Útépítési Egyetem autóutak szakán végzett, amit a Budapesti Műszaki Egyetem Építőmérnöki Karának közlekedés építőmérnöki szakán honosított (100/109/1985). 1985 és 1987 között a Budapesti Műszaki Egyetem Közlekedésmérnöki Karán gazdasági mérnöki abszolutóriumot tett.
C típusú orosz felsőfokú, illetve C típusú angol középfokú nyelvvizsgája van. Francia nyelven társalgási szinten tud.

### Politikai pályafutása
1998 és 2014 között Szada község polgármestere.
2010. május 14. óta a Fidesz – Magyar Polgári Szövetség országgyűlési képviselője, jelenleg a Pest vármegyei 6. sz. országgyűlési egyéni választókerületben.
2010. május 14. és 2014. május 5. között a Foglalkoztatási és munkaügyi bizottság tagja. 2010. július 19. és 2014. május 5. között a Foglalkoztatási és munkaügyi bizottság Az elmúlt 8 év kormányzati intézkedéseit vizsgáló albizottságának tagja. 2014. május 6. és 2014. június 2. között a Törvényalkotási bizottság alelnöke. 2014. június 2. óta a Törvényalkotási bizottság tagja. 2018. április 7-től a Fideszharmadszor újraválasztott országgyűlési képviselője, a Parlament törvényalkotási bizottságának alelnöke.